# Jerzy Uścinowicz
Jerzy Uścinowicz (ur. 1962 w Białymstoku) – polski architekt, doktor habilitowany nauk technicznych inżynier, profesor nadzwyczajny Wydziału Architektury Politechniki Białostockiej, specjalista w zakresie architektury użyteczności publicznej, architektury kultur lokalnych, architektury i sztuki sakralnej, sztuki monumentalnej oraz ochrony i konserwacji zabytków.

## Życiorys
W 1997 na podstawie napisanej pod kierunkiem Konrada Kuczy-Kuczyńskiego rozprawy pt. Tradycja jako kryterium w świątyni ortodoksyjnej. Transponowanie tradycji na przykładzie współczesnej architektury cerkiewnej na Podlasiu otrzymał na Wydziale Architektury Politechniki Warszawskiej stopień naukowy doktora nauk technicznych w dyscyplinie architektura i urbanistyka w specjalności architektura i urbanistyka. Uzyskał stopień doktora habilitowanego. Został profesorem nadzwyczajnym Wydziału Architektury Politechniki Białostockiej i kierownikiem Zakładu Architektury Kultur Lokalnych na tym wydziale.
Został członkiem Komitetu Architektury i Urbanistyki Polskiej Akademii Nauk oraz członkiem Polskiej Komisji Akredytacyjnej (Zespół Nauk Technicznych).
Otrzymał Brązowy (2015) i Srebrny (2025) Medal „Zasłużony Kulturze Gloria Artis”.

## Realizacje (wybór)
- Cerkiew Zmartwychwstania Pańskiego w Białymstoku
- Cerkiew św. Jerzego w Białymstoku
- Cerkiew Opieki Matki Bożej w Bielsku Podlaskim
- Ośrodek Praktyk Teatralnych „Gardzienice”
- Cerkiew Zmartwychwstania Pańskiego w Bobrownikach
- Kaplica Świętej Trójcy przy Policealnym Studium Ikonograficznym w Bielsku Podlaskim[4]